# Mississippi Valley State Delta Devils

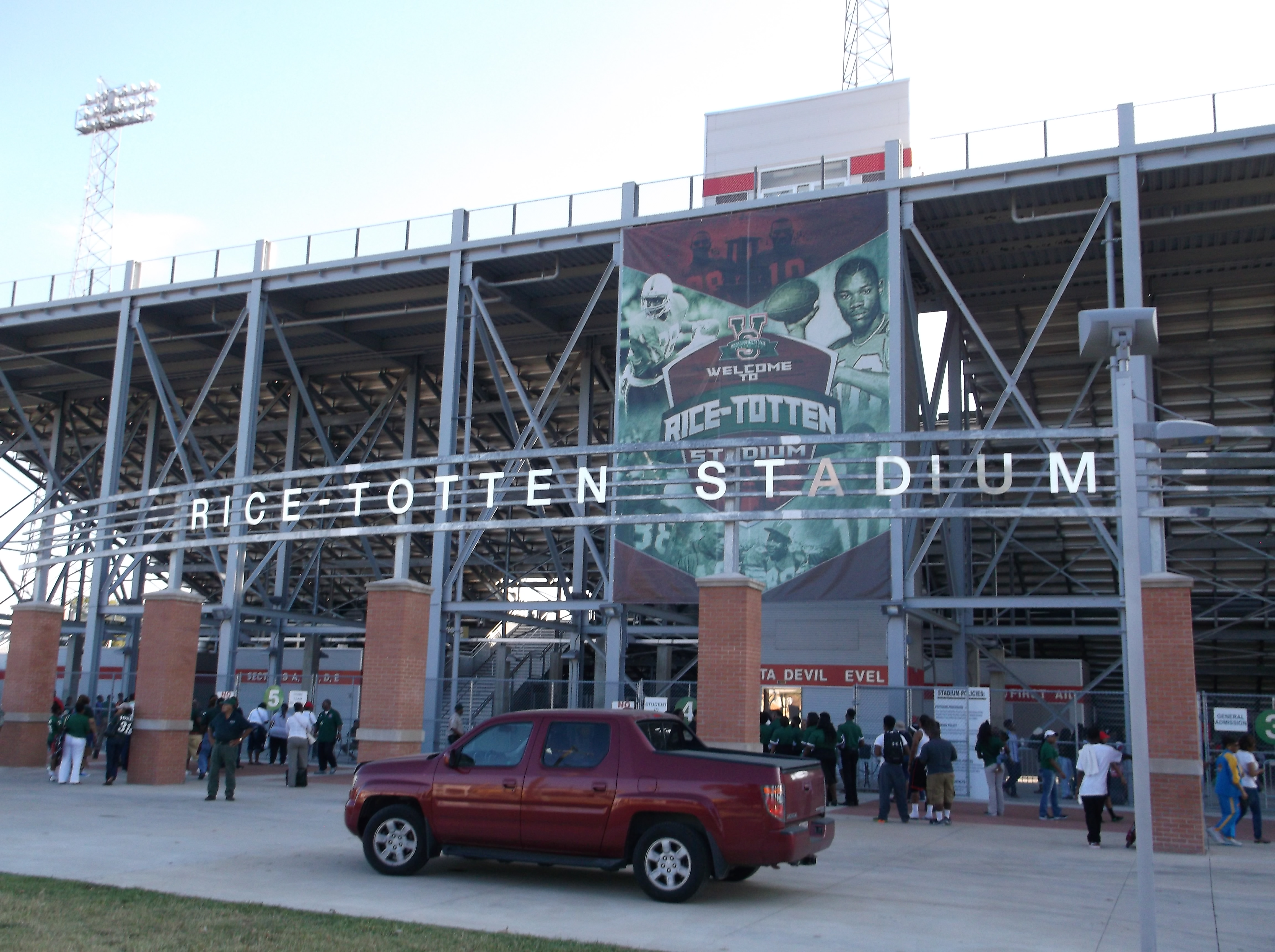
Rice Totten Stadium.

Mississippi Valley State Delta Devils (español: Diablos Delta de la Estatal del Valle del Mississippi) es el equipo deportivo de la Universidad Estatal del Valle del Mississippi institución pública fundada en 1950 que cuenta con más de 3500 alumnos, situada en Itta Bena, Misisipi. Los equipos de los Delta Devils participan en las competiciones universitarias organizadas por la NCAA, y forman parte de la Southwestern Athletic Conference. A los equipos femeninos se les denomina Devilettes.

## Programa deportivo
Los Delta Devils participan en las siguientes modalidades deportivas:
| - Masculino - Béisbol - Baloncesto - Cross - Fútbol americano - Tenis - Golf - Atletismo | - Femenino - Baloncesto - Cross - Golf - Tenis - Fútbol - Softball - Voleibol - Atletismo - Bolos |

### Baloncesto
El equipo masculino de baloncesto se ha clasificado en tres ocasiones para disputar la fase final del Torneo de la NCAA, la última de ellas en 1996, aunque en ninguna de las ocasiones ha superado la primera ronda. 5 de sus jugadores han llegado a entrar en el Draft de la NBA, pero solo uno de ellos acabó jugando finalmente entre los profesionales. Se trata de Alphonso Ford, que jugó únicamente 11 partidos entre 1994 y 1995 en Philadelphia 76ers y Seattle Supersonics.

### Fútbol americano
Un total de 26 jugadores han disputado partidos en la NFL procedentes de los Delta Devils, siendo el más destacado Jerry Rice, que jugó 19 temporadas a finales del siglo XX.